# Liste des orgues de Bourgogne protégés aux monuments historiques
Cet article recense les orgues protégés aux monuments historiques en Bourgogne, France.

## Liste
| Orgue                                                  | Département    | Commune                | Édifice                                                   | Référence | Année     | Protection | Illus. |
| ------------------------------------------------------ | -------------- | ---------------------- | --------------------------------------------------------- | --- | --------- | ---------- | ------ |
| Orgue de tribune buffet, partie instrumentale          | Côte-d'Or      | Auxonne                | Église Notre-Dame d'Auxonne                               | « PM21000126 », notice no PM21000126 « PM21003094 », notice no PM21003094 « PM21000136 », notice no PM21000136                                                                           | 1907      | Classé     |        |
| Orgue de tribune buffet, partie instrumentale          | Côte-d'Or      | Beaune                 | Église Notre-Dame de Beaune                               | « PM21000211 », notice no PM21000211 « PM21003095 », notice no PM21003095 « PM21003096 », notice no PM21003096                                                                           | 1944      | Classé     |        |
| Orgue de tribune buffet, partie instrumentale          | Côte-d'Or      | Dijon                  | Cathédrale Saint-Bénigne de Dijon                         | « PM21000738 », notice no PM21000738 « PM21003097 », notice no PM21003097 « PM21002654 », notice no PM21002654                                                                           | 1908      | Classé     |        |
| Orgue de tribune buffet, partie instrumentale          | Côte-d'Or      | Dijon                  | Église Saint-Michel de Dijon                              | « PM21000811 », notice no PM21000811 « PM21003098 », notice no PM21003098 « PM21003099 », notice no PM21003099                                                                           | 1840      | Classé     |        |
| Orgue de tribune partie instrumentale                  | Côte-d'Or      | Meursault              | Église Saint-Nicolas de Meursault                         | « PM21003100 », notice no PM21003100 « PM21002624 », notice no PM21002624 | 1990      | Classé     |        |
| Orgue de tribune buffet, partie instrumentale          | Côte-d'Or      | Nuits-Saint-Georges    | Église Saint-Symphorien de Nuits-Saint-Georges            | « PM21001669 », notice no PM21001669 « PM21003101 », notice no PM21003101 « PM21001677 », notice no PM21001677                                                                           | 1910      | Classé     |        |
| Orgue de tribune buffet, partie instrumentale          | Côte-d'Or      | Saint-Jean-de-Losne    | Église Saint-Jean-Baptiste de Saint-Jean-de-Losne         | « PM21001977 », notice no PM21001977 « PM21003102 », notice no PM21003102 « PM21001980 », notice no PM21001980                                                                           | 1966      | Classé     |        |
| Orgue de tribune buffet, partie instrumentale          | Côte-d'Or      | Semur-en-Auxois        | Église Notre-Dame de Semur-en-Auxois                      | « PM21002234 », notice no PM21002234 « PM21003103 », notice no PM21003103 « PM21002227 », notice no PM21002227                                                                           | 1979 1981 | Classé     |        |
| Orgue de tribune buffet, partie instrumentale          | Côte-d'Or      | Seurre                 | Église Saint-Martin de Seurre                             | « PM21003105 », notice no PM21003105 « PM21003104 », notice no PM21003104 « PM21002251 », notice no PM21002251                                                                           | 1976 1988 | Classé     |        |
| Orgue de tribune buffet, partie instrumentale          | Nièvre         | La Charité-sur-Loire   | Église Sainte-Croix de La Charité-sur-Loire               | « PM58000558 », notice no PM58000558 « PM58000634 », notice no PM58000634 « PM58000635 », notice no PM58000635                                                                           | 1927      | Classé     |        |
| Orgue de tribune partie instrumentale                  | Nièvre         | Clamecy                | Église Saint-Martin de Clamecy                            | « PM58000636 », notice no PM58000636 « PM58000637 », notice no PM58000637 | 1974      | Inscrit    |        |
| Orgue de tribune partie instrumentale                  | Nièvre         | Garchizy               | Église Saint-Martin de Garchizy                           | « PM58000638 », notice no PM58000638 « PM58000639 », notice no PM58000639 | 1991      | Classé     |        |
| Orgue de tribune buffet                                | Nièvre         | Nevers                 | Cathédrale Saint-Cyr-et-Sainte-Julitte de Nevers          | « PM58000573 », notice no PM58000573 « PM58000640 », notice no PM58000640 | 1907      | Classé     |        |
| Orgue de chœur partie instrumentale                    | Saône-et-Loire | Autun                  | Cathédrale Saint-Lazare d'Autun                           | « PM71001068 », notice no PM71001068 « PM71001069 », notice no PM71001069 | 2000      | Classé     |        |
| Orgue de tribune partie instrumentale                  | Saône-et-Loire | Autun                  | Église Notre-Dame d'Autun                                 | « PM71001070 », notice no PM71001070 « PM71000845 », notice no PM71000845 | 1991      | Classé     |        |
| Orgue de tribune buffet, partie instrumentale          | Saône-et-Loire | Chalon-sur-Saône       | Cathédrale Saint-Vincent de Chalon-sur-Saône              | « PM71000776 », notice no PM71000776 « PM71001071 », notice no PM71001071 « PM71001072 », notice no PM71001072                                                                           | 1846      | Classé     |        |
| Orgue de tribune partie instrumentale                  | Saône-et-Loire | Mâcon                  | Église cathédrale Saint-Vincent de Mâcon                  | « PM71001073 », notice no PM71001073 « PM71001074 », notice no PM71001074 | 1973      | Inscrit    |        |
| Orgue de chœur partie instrumentale                    | Saône-et-Loire | Mâcon                  | Église Saint-Pierre de Mâcon                              | « PM71001075 », notice no PM71001075 « PM71000468 », notice no PM71000468 | 1987      | Classé     |        |
| Orgue de tribune buffet                                | Saône-et-Loire | Saint-Vincent-des-Prés | Église Saint-Vincent de Saint-Vincent-des-Prés            | « PM71000818 », notice no PM71000818 « PM71001076 », notice no PM71001076 | 1913      | Classé     |        |
| Orgue de tribune buffet, partie instrumentale          | Saône-et-Loire | Tournus                | Abbaye Saint-Philibert                                    | « PM71000799 », notice no PM71000799 « PM71001077 », notice no PM71001077 « PM71000718 », notice no PM71000718                                                                           | 1840      | Classé     |        |
| Orgue de tribune buffet, partie instrumentale, tribune | Yonne          | Avallon                | Église Saint-Lazare d'Avallon                             | « PM89002638 », notice no PM89002638 « PM89000109 », notice no PM89000109 « PM89000107 », notice no PM89000107                                                                           | 1972 1978 | Classé     |        |
| Orgue de tribune buffet                                | Yonne          | Joigny                 | Église Saint-Jean de Joigny                               | « PM89000631 », notice no PM89000631 « PM89002639 », notice no PM89002639 | 1960      | Classé     |        |
| Orgue de tribune partie instrumentale                  | Yonne          | Joigny                 | Église Saint-Thibault de Joigny                           | « PM89002640 », notice no PM89002640 « PM89000674 », notice no PM89000674 | 1980      | Classé     |        |
| Orgue de tribune partie instrumentale                  | Yonne          | Ligny-le-Châtel        | Église Saint-Pierre-et-Saint-Paul de Ligny-le-Châtel      | « PM89002641 », notice no PM89002641 « PM89000736 », notice no PM89000736 | 1980      | Classé     |        |
| Orgue de tribune partie instrumentale                  | Yonne          | Noyers                 | Église Notre-Dame de Noyers                               | « PM89002642 », notice no PM89002642 « PM89000865 », notice no PM89000865 | 1978      | Classé     |        |
| Orgue de tribune buffet, partie instrumentale          | Yonne          | Pontigny               | Abbatiale Notre-Dame de Pontigny                          | « PM89001833 », notice no PM89001833 « PM89002654 », notice no PM89002654 « PM89002643 », notice no PM89002643                                                                           | 1991 2007 | Classé     |        |
| Orgue de tribune partie instrumentale                  | Yonne          | Saint-Bris-le-Vineux   | Église Saint-Prix-et-Saint-Cot de Saint-Bris-le-Vineux    | « PM89002644 », notice no PM89002644 « PM89001009 », notice no PM89001009 | 1964      | Classé     |        |
| Orgue de tribune partie instrumentale                  | Yonne          | Saint-Julien-du-Sault  | Église Saint-Pierre de Saint-Julien-du-Sault              | « PM89002645 », notice no PM89002645 « PM89001076 », notice no PM89001076 | 1978      | Classé     |        |
| Orgue de tribune partie instrumentale                  | Yonne          | Sens                   | Cathédrale Saint-Étienne de Sens                          | « PM89002646 », notice no PM89002646 « PM89001177 », notice no PM89001177 | 1973      | Classé     |        |
| Orgue de tribune buffet, tribune                       | Yonne          | Tonnerre               | Église Saint-Pierre de Tonnerre                           | « PM89001644 », notice no PM89001644 « PM89002647 », notice no PM89002647 | 1903      | Classé     |        |
| Orgue de tribune buffet                                | Yonne          | Toucy                  | Église Saint-Pierre de Toucy                              | « PM89001355 », notice no PM89001355 « PM89002648 », notice no PM89002648 | 1976      | Classé     |        |
| Orgue de tribune partie instrumentale                  | Yonne          | Villeblevin            | Église Saint-Médard de Villeblevin                        | « PM89002649 », notice no PM89002649 « PM89002650 », notice no PM89002650 | 1998      | Inscrit    |        |
| Orgue de tribune buffet, partie instrumentale, tribune | Yonne          | Villeneuve-sur-Yonne   | Église Notre-Dame-de-l'Assomption de Villeneuve-sur-Yonne | « PM89002653 », notice no PM89002653 « PM59001499 », notice no PM59001499 « PM89002651 », notice no PM89002651 « PM59001974 », notice no PM59001974 « PM89002652 », notice no PM89002652 | 1976 1997 | Classé     |        |